# 青森県災害拠点病院

青森県の地域圏図

青森県災害拠点病院（あおもりけんさいがいきょてんびょういん）は、青森県にある災害時の救急医療の拠点となる災害拠点病院である。

## 概要
県内や近県で災害が発生し、通常の医療体制では被災者に対する適切な医療を確保することが困難な状況となった場合に、青森県知事の要請により傷病者の受け入れや医療救護班の派遣等を行う。9病院が指定されており、弘前大学医学部附属病院および青森県立中央病院が全県の災害医療を統括する基幹災害拠点病院、その他病院が各医療圏に対応する地域災害拠点病院となっている。

## 沿革
- 2015年9月29日 - 弘前大学医学部附属病院が基幹災害拠点病院に指定

## 青森DMAT
2017年9月時点で、災害派遣医療チーム（DMAT）は5病院に9チームが編成されている。このほか、災害拠点病院ではないが、八戸赤十字病院に日本DMATが3チーム編成されている。

## 病院一覧
| 基幹災害拠点病院 | 基幹災害拠点病院                 | 基幹災害拠点病院             | 基幹災害拠点病院                       | 基幹災害拠点病院 | 基幹災害拠点病院 |
| 2次医療圏 | 病院名                           | 住所                         | 地図                                   | DMAT             | 三次救急         |
| --- | -------------------------------- | ---------------------------- | -------------------------------------- | ---------------- | ---------------- |
| 全県域 | 弘前大学医学部附属病院           | 青森県弘前市本町53           | 北緯40度35分57.5秒 東経140度27分58.3秒 | 3チーム          | 高度             |
| 全県域 | 青森県立中央病院                 | 青森県青森市東造道2-1-1      | 北緯40度49分48.1秒 東経140度47分39.7秒 | 4チーム          | 救命/DH          |
| 地域災害拠点病院 |                                  |                              |                                        |                  |                  |
| 2次医療圏 | 病院名                           | 住所                         | 地図                                   | DMAT             | 三次救急         |
| 津軽 | 国立病院機構弘前総合医療センター | 青森県弘前市富野町1番地      | 北緯40度35分24秒 東経140度28分32秒     | 1チーム          | -                |
| 津軽 | 黒石市国民健康保険黒石病院       | 青森県黒石市北美町1丁目70    | 北緯40度39分19秒 東経140度36分3.9秒    | 1チーム          | -                |
| 八戸 | 八戸市立市民病院                 | 青森県八戸市田向毘沙門平1    | 北緯40度29分35.9秒 東経141度30分45.3秒 | 2チーム          | 救命/DH          |
| 青森 | 青森市民病院                     | 青森県青森市勝田1丁目14-20   | 北緯40度48分57.1秒 東経140度45分16.2秒 | 2チーム          | -                |
| 西北五 | つがる総合病院                   | 青森県五所川原市岩木町12-3   | 北緯40度48分28.8秒 東経140度26分26.4秒 | 2チーム          | -                |
| 上十三 | 十和田市立中央病院               | 青森県十和田市西十二番町14-8 | 北緯40度36分43.2秒 東経141度12分14.4秒 | 1チーム          | -                |
| 下北 | むつ総合病院                     | 青森県むつ市小川町1丁目2-8   | 北緯41度17分37.1秒 東経141度12分6.2秒  | 1チーム          | -                |
| 2022年4月時点 （凡例） 高度：高度救命救急センター、救命：救命救急センター、地域：地域救命救急センター、DH：ドクターヘリ基地病院 |                                  |                              |                                        |                  |                  |